# Tomáš Pospíšil (1991)
Nezaměňovat se stejnojmenným fotbalistou narozeným roku 1989 – Tomáš Pospíšil (1989).
Tomáš Pospíšil (* 30. ledna 1991, Pardubice) je český fotbalový obránce, který na vrcholové úrovni působil v Dukle Praha, Pardubicích, či ve Znojmu. Naposledy v sezóně 2018/19 působil v TJ Sokol Čížová.

## Klubová kariéra
Svoji fotbalovou kariéru začal v Aritmě Praha, odkud v průběhu mládeže přestoupil do Sparty Praha. Později zamířil do Meteoru Praha VIII, Slavie Praha a Dukly Praha. V roce 2009 se propracoval do prvního týmu. V sezoně 2010/11 postoupil s týmem do nejvyšší soutěže. V létě 2012 odešel na hostování do Baníku Most. V letech 2013–14 hostoval v Pardubicích a na podzim 2014 byl na hostování v Sokolu Nové Strašecí. V únoru 2015 Duklu definitivně opustil a vrátil se na přestup do Pardubic. Tam strávil dva roky, po kterých odehrál po sezóně v 1. SC Znojmo a TJ Sokol Čížová. V sezóně 2019/20 v žádném klubu nepůsobil.

## Reprezentační kariéra
Tomáš Pospíšil nastupoval v letech 2008–2009 za český mládežnický výběr U18. Za jedenadvacítku byl v srpnu 2011 jednou v nominaci na kvalifikační utkání s Andorrou, ale příležitost v zápase nedostal.